# Wikon
Wikon é uma comuna da Suíça, no Cantão Lucerna, com cerca de 1.299 habitantes. Estende-se por uma área de 8,28 km², de densidade populacional de 157 hab/km². Confina com as seguintes comunas: Bottenwil (AG), Brittnau (AG), Langnau bei Reiden, Reiden, Reitnau (AG), Wiliberg (AG), Zofingen (AG).
A língua oficial nesta comuna é o Alemão.